# Brickellia
Brickellia är ett släkte av korgblommiga växter. Brickellia ingår i familjen korgblommiga växter.

## Bildgalleri

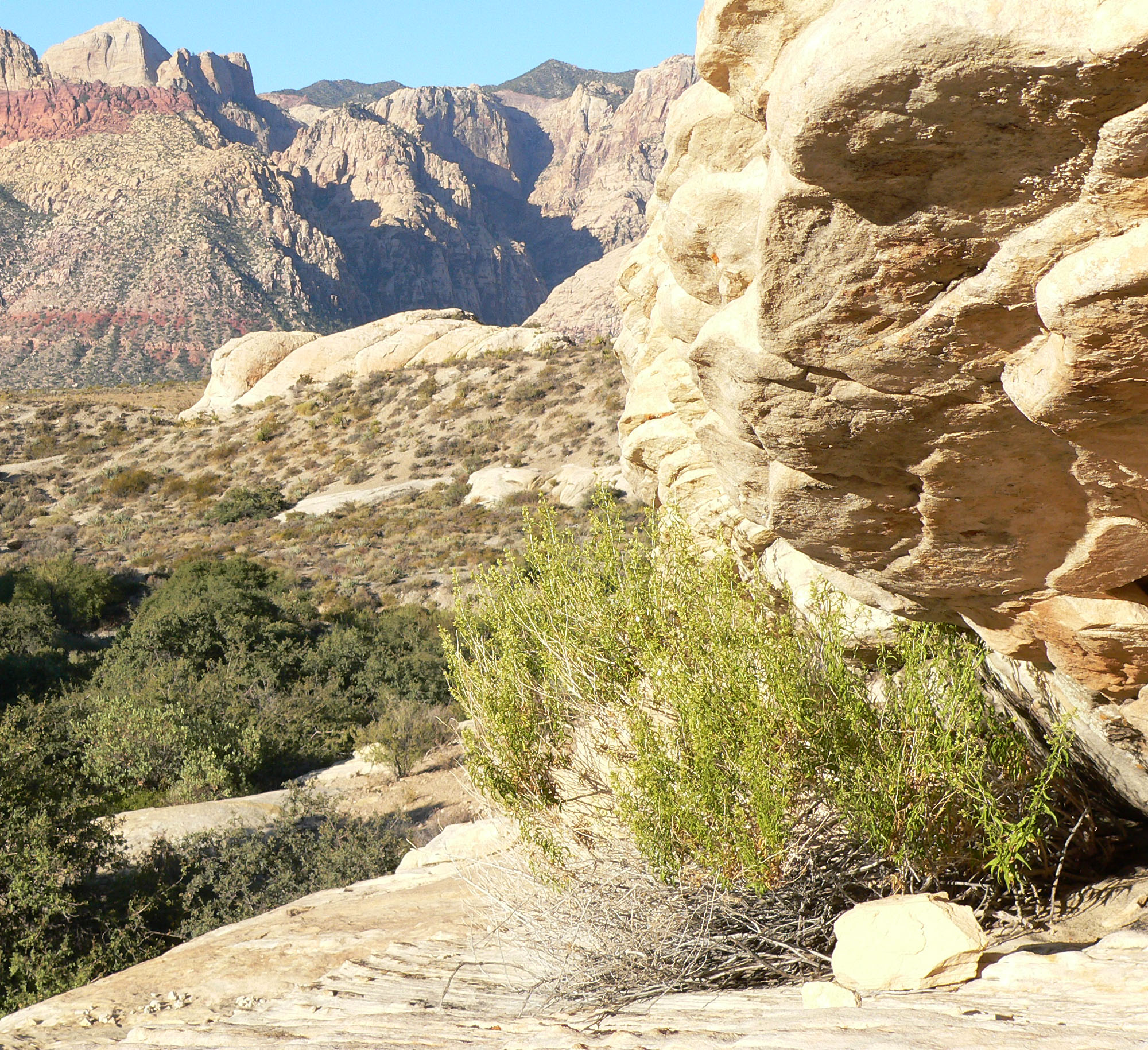
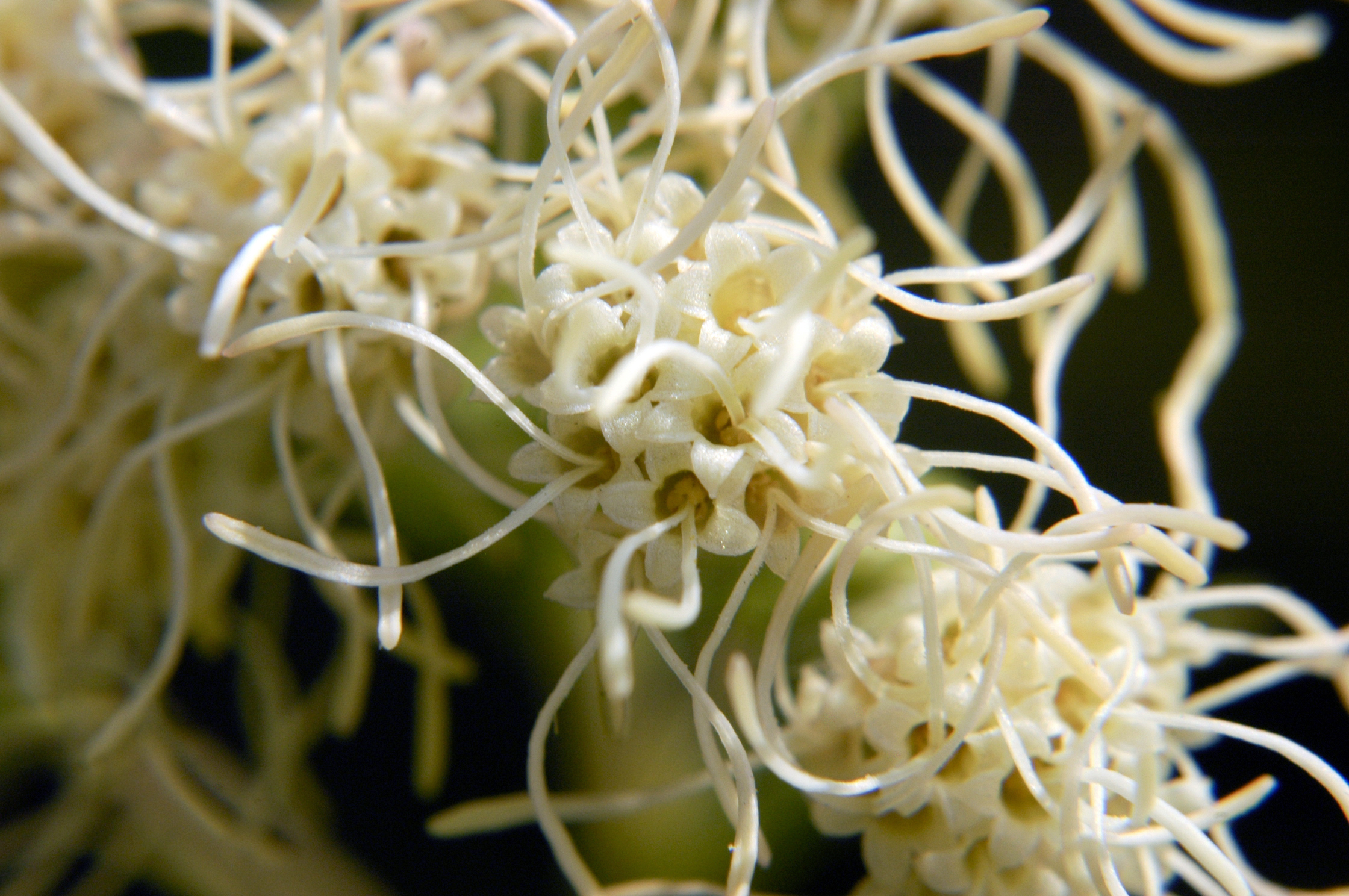
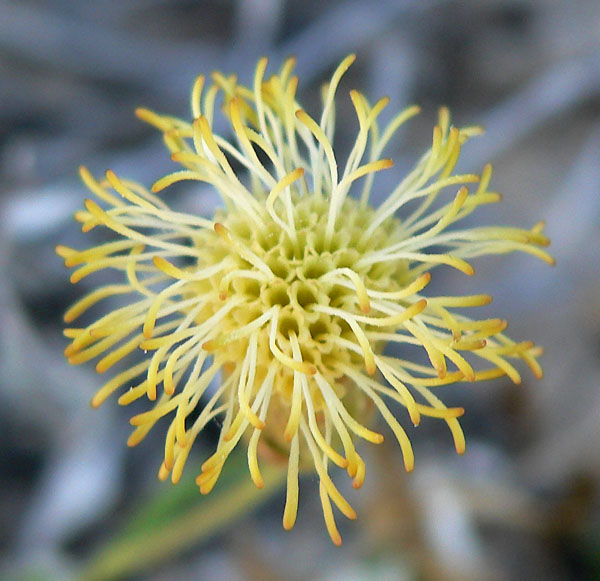

## Dottertaxa tillBrickellia, i alfabetisk ordning[1]
- Brickellia adenolepis
- Brickellia ambigens
- Brickellia amplexicaulis
- Brickellia anomala
- Brickellia aramberrana
- Brickellia arguta
- Brickellia argyrolepis
- Brickellia atractyloides
- Brickellia baccharidea
- Brickellia betonicaefolia
- Brickellia betonicifolia
- Brickellia botterii
- Brickellia brachiata
- Brickellia brachyphylla
- Brickellia brandegeei
- Brickellia californica
- Brickellia cardiophylla
- Brickellia cavanillesii
- Brickellia chenopodina
- Brickellia chlorolepis
- Brickellia conduplicata
- Brickellia cordifolia
- Brickellia corymbosa
- Brickellia coulteri
- Brickellia cuspidata
- Brickellia cylindracea
- Brickellia dentata
- Brickellia desertorum
- Brickellia diffusa
- Brickellia eupatorioides
- Brickellia extranea
- Brickellia filipes
- Brickellia floribunda
- Brickellia frutescens
- Brickellia gentryi
- Brickellia glabrata
- Brickellia glandulosa
- Brickellia glomerata
- Brickellia glutinosa
- Brickellia grandiflora
- Brickellia greenei
- Brickellia hastata
- Brickellia hebecarpa
- Brickellia hymenochlaena
- Brickellia incana
- Brickellia jaliscensis
- Brickellia kellermanii
- Brickellia knappiana
- Brickellia laccata
- Brickellia laciniata
- Brickellia lanata
- Brickellia lancifolia
- Brickellia lemmonii
- Brickellia leonensis
- Brickellia leptophylla
- Brickellia lewisii
- Brickellia longifolia
- Brickellia macromera
- Brickellia magnifica
- Brickellia mcdonaldii
- Brickellia megaphylla
- Brickellia microphylla
- Brickellia monocephala
- Brickellia mosieri
- Brickellia multiflora
- Brickellia nelsonii
- Brickellia nevinii
- Brickellia oblongifolia
- Brickellia odontophylla
- Brickellia oligadenia
- Brickellia oliganthes
- Brickellia oreithales
- Brickellia orizabaensis
- Brickellia palmeri
- Brickellia paniculata
- Brickellia parryi
- Brickellia parvula
- Brickellia paucidentata
- Brickellia pendula
- Brickellia peninsularis
- Brickellia pringlei
- Brickellia reticulata
- Brickellia rhomboidea
- Brickellia robinsoniana
- Brickellia rusbyi
- Brickellia scabra
- Brickellia schaffneri
- Brickellia scoparia
- Brickellia secundiflora
- Brickellia seemannii
- Brickellia simplex
- Brickellia sonorana
- Brickellia spinulosa
- Brickellia stolonifera
- Brickellia subsessilis
- Brickellia tomentella
- Brickellia urolepis
- Brickellia watsonii
- Brickellia wendtii
- Brickellia venosa
- Brickellia verbenacea
- Brickellia vernicosa
- Brickellia veronicaefolia
- Brickellia viejensis
- Brickellia villarrealii
- Brickellia wislizeni
- Brickellia vollmeri
- Brickellia worthingtonii